# Nastri d'argento 1967
La 22ª edizione dei Nastri d'argento si è svolta il 30 gennaio 1967 a Firenze.

## Vincitori e candidati
I vincitori sono indicati in grassetto, a seguire gli altri candidati.

### Regista del miglior film
- Gillo Pontecorvo - La battaglia di Algeri
- Alessandro Blasetti - Io, io, io... e gli altri
- Pier Paolo Pasolini - Uccellacci e uccellini

### Miglior produttore
- Antonio Musu - La battaglia di Algeri
- Dino De Laurentiis - La Bibbia
- Mario Cecchi Gori - L'armata Brancaleone

### Miglior soggetto originale
- Pier Paolo Pasolini - Uccellacci e uccellini
- Pietro Germi e Luciano Vincenzoni - Signore & signori
- Alessandro Blasetti - Io, io, io... e gli altri

### Migliore sceneggiatura
- Agenore Incrocci, Furio Scarpelli, Pietro Germi e Luciano Vincenzoni - Signore & signori
- Pier Paolo Pasolini - Uccellacci e uccellini
- Franco Solinas - La battaglia di Algeri

### Migliore attrice protagonista
- Lisa Gastoni - Svegliati e uccidi
- Rosanna Schiaffino - La strega in amore

### Migliore attore protagonista
- Totò - Uccellacci e uccellini
- Enrico Maria Salerno - Le stagioni del nostro amore
- Vittorio Gassman - L'armata Brancaleone

### Migliore attrice non protagonista
- Olga Villi - Signore & signori
- Monica Vitti - Le fate

### Migliore attore non protagonista
- Gastone Moschin - Signore & signori
- Enrico Maria Salerno - L'armata Brancaleone

### Migliore musica
- Carlo Rustichelli - L'armata Brancaleone
- Gillo Pontecorvo - La battaglia di Algeri
- Ennio Morricone - Uccellacci e uccellini

### Migliore fotografia in bianco e nero
- Marcello Gatti - La battaglia di Algeri
- Dario Di Palma - Un uomo a metà
- Dario Di Palma - Le stagioni del nostro amore

### Migliore fotografia a colori
- Carlo Di Palma - L'armata Brancaleone
- Antonio Climati - Africa addio
- Giuseppe Rotunno - La Bibbia

### Migliore scenografia
- Mario Chiari - La Bibbia
- Sergio Canevari - La battaglia di Algeri
- Piero Gherardi - L'armata Brancaleone

### Migliori costumi
- Piero Gherardi - L'armata Brancaleone
- Danilo Donati - Madamigella di Maupin
- Maria De Matteis - La Bibbia

### Regista del migliore film straniero
- Claude Lelouch - Un uomo, una donna (Un homme et une femme)
- Tony Richardson - Gioventù amore e rabbia (The Loneliness of the Long Distance Runner)
- Miloš Forman - Gli amori di una bionda (Lásky jedné plavovlásky)